# Rich Rollins
Rich Rollins (Mount Pleasant, Pennsylvania; 16 de abril de 1938-13 de mayo de 2025) fue un beisbolista estadounidense que jugó diez temporadas con tres equipos en la MLB en la posición de tercera base y tuvo dos apariciones en el Juego de Estrellas de las Grandes Ligas de Béisbol.

## Carrera
A nivel universitario jugó para Kent State Golden Flashes de 1958 a 1960, Su promedio de bateo fue de .429 en 1959 y .358 en 1960, teniendo un promedio de carrera universitaria de .3891. Fue seleccionado tres veces en el equipo All-Mid-American Conference como segunda base por el que sería futuro jugador mánager de la MLB Gene Michael que jugaba de shortstop. Se graduó de la carrera de ciencias de las salud, educación física y recreación en 1960.
No fue seleccionado en el Draft de la MLB sino que fue contratado como agente libre por la organización de los Washington Senators por $6,000 pasando su primer año en las ligas menores, donde su promedio de bateo fue de .341 con ocho cuadrangulares y 43 RBI en 62 partidos, en 1961 Rollins pasó a jugar con los Syracuse Chiefs de la categoría Triple-A en la International League (IL). Con solo tres partidos y una semana de temporada fue enviado al equipo Single-A Charlotte Hornets en la South Atlantic League. Su promedio de bateo fue de .270 con cuatro cuadrangulares y 16 RBI en 36 partidos en Charlotte, cuatro de esos partidos los jugó en el outfield donde luego pasó a jugar de tercera base.
Rollins fue promovido a los Minnesota Twins con el que debutó en la MLB el 16 de junio de 1961 ante los Chicago White Sox. Terminó el partido de 1-for-4 en la victoria de Minnesota por 6–1. Su primer hit se lo conectó al futuro miembro del Salón de la Fama Early Wynn. Rollins se quedó el resto de la temporada con los Twins principalmente como bateador emergente, su promedio de bateo fue de .294 con 3 RBI en 13 partidos. En 1962 durante el entrenamiento de primavera Rollins jugó de titular como shortstop y tercera base. El dueño de los Twins Calvin Griffith vio que Rollins tenía potencial como tercera base, recomendándolo por encima de jugadores con experiencia como Harmon Killebrew y John Goryl.
Rollins respondió en la temporada con un promedio de bateo de .486 en los primeros 10 partidos de la temporada. Jugó 159 partidos, donde Rollins terminó la temporada con un promedio de bateo de .298 con 16 cuadrangulares y 96 RBI, temporada en la que se ganó el apodo de Pie por el tercera base de los Pittsburgh Pirates y eventual miembro del Salón de la Fama Pie Traynor. Rollins también fue comparado con el tercera base de los Senators Ossie Bluege.
Rollins terminó de octavo en la American League en la votación por el jugador más valioso además de ser el que más votos recibió para el Juego de las Estrellas, donde jugó de titular en ambas ocasiones por sobre el eventual Salón de la Fama Brooks Robinson. Rollins jugó en ambas ocasiones como representante de los Twins, donde se embasó en tres ocasiones en seis turnos al bat y anotó la única carrera en la derrota por 1-3 en la edición de 1962. Rollins terminó entre los 10 mejores en sencillos (segundo), partidos (tercero), elevados de sacrificio (tercero), hits (sexto), turnos al bat (sexto), carreras (séptimo), promedio de embase (séptimo), carreras impulsadas (noveno) y promedio de bateo (décimo). Sus compañeros de equipo lo eligieron como el más valioso del equipo en 1962.
Terminó en tercer lugar en asistencias como tercera base, tuvo 28 errores, la mayor cantidad para un tercera base en la Liga Americana y la segunda más alta de la MLB solo detrás del segunda base de los Detroit Tigers Dick McAuliffe. La cantidad de errores a la defensiva de Rollins bajó de 28 a 8 en los siguientes cuatro años, pero sus números ofensivos también bajaron en la temporada (.307, 16 cuadrangulares, 61 RBI), luego de romperse la mandíbula por un pelotazo a inicios de la temporada. Su promedio de bateo de .307 fue el tercero más alto de la American League. En 1965 jugó 140 partidos, temporada en la que Rollins ayudó a los Twins a ganar el banderín de la Liga Americana.
El 9 de junio de 1966 en la séptima entrada del partido ante los Kansas City Athletics, Rollins pasó a ser uno de cinco jugadores de los Twins que batearon cuadrangular en ese partido junto a Harmon Killebrew, Don Mincher, Tony Oliva y Zoilo Versalles. Actualmente esos cinco cuadrangulares consecutivos en una sola entrada es un récord de la MLB, los cuales recibieron los lanzadores Catfish Hunter (dos), Paul Lindblad (dos) y John Wyatt (one). Los Houston Astros igualaron el récord en 2022 ante los Boston Red Sox. Durante la temporada alternó la posición de tercera base con Killebrew y César Tovar, donde Killebrew jugó 107 partidos en esa posición.
La carrera de Rollins estuvo llena de enfermedades y lesiones. Además de romperse la mandíbula en 1963 fue a la Mayo Clinic antes de iniciar la temporada de 1964 para tratar una acumulación de calcio en el torso. En 1967 contrajo una infección en la mano y se fracturó la rodilla durante el entrenamiento de primavera, que tuvo que operarse y lo dejó inactivo por tres semanas. También contrajo artritis en su rodilla que le causaba mucho dolor, dolor crónico a consecuencia de que no tuvo el tratamiento adecuado. El dueño de los Twins Calvin Griffith lo convenció de que recibiera tratamiento en la Mayo Clinic luego de retirarse. Rollins tuvo una gran cantidad de lesiones en 1968. En 1969 luego de irse de los Twins continuaron las lesiones en la rodilla que necesitó de una operación que lo puso en la lista de lesionados de 60 días.
En el Draft de expansión de 1968 Rollins fue seleccionado en la posición 26 por los Seattle Pilots el 15 de octubre. Los Pilots jugaron solo una temporada en Seattle (1969) y luego se mudaron a Milwaukee en enero de 1970. Luego de que Tommy Harper ocupara la posición de tercera base con los Pilots en 1969, Rollins fue su suplente en 1970 season en Milwaukee. Rollins fue dejado en libertad el 13 de mayo de 1970 luego de iniciar la temporada con un promedio de bateo de .200 con 5 RBI en 14 partidos. Rollins inmediatamente firmó con  los Cleveland Indians, equipo con el que jugó en resto de la temporada hasta su retiro. Después trabajó en las oficinas de los Indians.

## Honores
Rollins fue incluido del Salón de la Fama de Kent State Sports en 1979. Fue incluido en el Salon de la Fama de Aummilt County (Ohio) Sports en 1999. Fue ingresado en el Salón de la Fama del Beisbol de Akron (Ohio) en 2001. En el 2014 fue nominado para el == Muerte ==equipo equipo de todos los tiempos de Kent State.

## Muerte
Rollins murió  el 13 de mayo de 2025 a los 87 años en Akron, Ohio.